# Mudzaffar Shah III di Kedah
Paduka Sri Sultan Muzaffar Shah II ibni al-Marhum Sultan Mahmud Shah (XVI secolo – Kota Seputih, 3 agosto 1602) è stato sultano di Kedah dal 1547 al 1602.
Venne educato privatamente.
Il 15 gennaio 1547 fu proclamato sultano.
Si sposò ed ebbe due figli, un maschio e una femmina.
Morì a Kota Seputih il 3 agosto 1602 e fu sepolto nel cimitero reale della stessa città.